# Sylvain Fort
Sylvain Christian Fort (Charenton-le-Pont, Val-de-Marne, 31 januari 1972) is een Franse essayist, vertaler en communicatiespecialist. In mei 2017 werd hij de verantwoordelijke voor de communicatie binnen het kabinet van de Franse president Emmanuel Macron.

## Levensloop
Fort studeerde af aan de École Normale Supérieure, is doctor in de wijsbegeerte en letteren en heeft het aggregaat in klassieke talen. Van 1995 tot 2002 was hij assistent met leeropdracht aan de Universiteit van Parijs IV, Sorbonne. 
Hij werkte:
- bij BNP Paribas en hield er onder meer de pen voor de voorzitter van de bank, Michel Pébereau,
- bij DGM Conseils, het agentschap voor communicatie van  Vincent Bolloré en Bernard Arnault (LVMH),
- als medeoprichter en bestuurder van het agentschap Steele & Holt voor communicatie.

Hij publiceerde regelmatig artikelen gewijd aan analyses van de economische toestand en aan problemen van defensie. In augustus 2016 werd hij de communicatie-adviseur van Emmanuel Macron, die zijn beweging En Marche aan het lanceren was.
Fort werd beschreven als een briljante persoonlijkheid, liefhebber van klassieke muziek, en als iemand die ongeduldig kon zijn en niet lang op eenzelfde job bleef. Na de verkiezing van president Macron werd hij een van de eerste medewerkers op het Élysée, met de opdracht de communicatie van het staatshoofd te beheren.
Als medewerkers heeft hij de persattaché Sibeth Ndiaye, persattaché bij Macron op het ministerie van Economie en daarna in de beweging En Marche, en Barbara Frugier, ambtenaar op het ministerie van Economie, die de presidentiële reizen naar het buitenland organiseert. Sinds 2008 was hij uitgever van het tijdschrift Forum Opéra en was hij muziekrecensent in verschillende muziekpublicaties, onder meer in Classica. Hij beheerde een eigen webstek over klassieke muziek.
Groot voorstander van de oude humaniora publiceerde hij in 2015 in Valeurs actuelles een artikel onder de titel Lettre à un jeune qui n'apprendra ni le grec, ni le latin, waarin hij zich sterk afzette tegen de plannen van de toenmalig linkse minister van Nationale Opvoeding om het onderwijs van deze beide talen in te krimpen en het belang van deze talen in de actuele opvoeding onderstreepte.
Na een paar weken de communicatie-adviseur van president Macron te zijn geweest, wijzigde zijn opdracht in "adviseur voor toespraken en geschiedenis" en in verbindingsman met de Franse intellectuelen. Einde januari 2019 verliet hij het Elysée om persoonlijke activiteiten na te streven.
Hij trad van maart 2020 tot maart 2022 als medewerker in dienst bij het Franse economische inlichtingenbureau Avisa Partners, voordat hij ontslag nam voor andere projecten. In juni 2022 kondigde La Lettre A gesprekken aan met het bureau FGS Global (voorheen Finsbury). Diezelfde maand trad hij als medewerker toe tot het bureau.

## Publicaties
- Leçon littéraire sur l'amitié, PUF, 2001.
- Avec Puccini, PUF, 2002.
- Les Lumières en Allemagne: le cas Schiller, PUF, 2002.
- Le Romantisme, Parijs, Flammarion, 2002 en 2009.
- Leçon littéraire sur "93", PUF, 2002.
- Friedrich Schiller, Belin, 2003.
- (samen met Roberto Alagna) Puccini, Actes Sud, 2013.
- Lire quatre-vingt-treize de Victor Hugo, PUF, 2015.
- Herbert von Karajan: Une autobiographie imaginaire, Actes Sud, 2016.
- (met Charles de Villeneuve) Dictionnaire amoureux de l'armée française, Parijs, Plon, 2016.
- Saint-Exupéry paraclet, Ed. Pierre-Guillaume de Roux, 2017.

### Vertalingen
- uit het Latijn: Léonard de Vinci, Eloge de l'œil, L'Arbre, 2001.
- uit het Duits: Friedrich Schiller, 
  - Don Carlos, Éditions de l'Arche, 1997,
  - Les Brigands, Éditions de l'Arche, 1998,
  - Marie Stuart, Éditions de l'Arche, 1999,
  - Cabale et Amour, Éditions de l'Arche, 1999,
  - Wilhelm Tell, Éditions de l'Arche, 2002,
- uit het Duits: Nicolaus Harnoncourt, La parole musicale, propos sur la musique romantique, Actes Sud, 2012.